# Hoplichthys haswelli
Hoplichthys haswelli es una especie de pez perteneciente a la familia Hoplichthyidae, se puede encontrar en el suroeste del océano Pacífico, a profundidades de entre 140 a 700 m. Su longitud supera los 43 cm.